# 受活
《受活》是中国作家阎连科的长篇小说，在2004年1月由春风文艺出版社出版（ISBN 7531326957），299页，共15卷约36万字。
2005年，阎连科以《受活》获得第3届老舍文学奖优秀长篇小说奖，以及第2届鼎钧双年文学奖。

## 故事纲要
《受活》的内容想象颇为奇特，描写柳县长为了发展当地旅游经济，发动所有村民都天生残疾的“受活庄”村民，组建“绝术团”巡回演出，用所获的资金到俄罗斯购买列宁遗体，建造列寧紀念堂。而茅枝婆由于经历过中共建政以来的历次运动灾难的打击，决心要在表演结束后带领村民退出所在乡、县的行政管辖体制，回归原先的独立自由幸福生活。

## 主要人物
- 茅枝婆：少年时期跟随父母红四军战士，19岁时嫁给大她10多岁的受活庄的石匠，长期担任受活庄的领导。
- 柳县长：柳鹰雀，双槐县县长，身边有位石秘书。
- 菊梅：茅枝婆的女儿。
- 桐花：菊梅大女儿。
- 槐花：菊梅二女儿。
- 榆花：菊梅三女儿
- 儒蛾儿：菊梅四女儿。

## 评价
老舍文学奖组委会在颁奖辞中称：“《受活》是一部具备探索性试验性的小说，‘对特殊历史时期的整体把握，既真实生动又出人意料’，作品对深度的追求使它当之无愧地成为一部优秀作品。组委会强调，在某种程度上，《受活》是一部特殊历史时期的‘民族精神史’”。

## 相关历史
- 洪洞大槐樹移民